# Puijila darwini
Puijila darwini es una especie extinta de mamífero carnívoro del suborden de los pinnípedos, el mismo que incluye las focas y leones marinos actuales. Tenía las patas adaptadas a la vida terrestre, pero también poseía membranas interdigitales para nadar. Es considerado el eslabón perdido entre los mamíferos terrestres y los carnívoros marinos.
Vivió hace unos 21 a 24 millones de años, hacia inicios del Mioceno. Tenía aproximadamente un metro de largo, y a diferencia de los pinípedos modernos, no poseía aletas. Por convergencia evolutiva, su forma general era similar a la de una nutria; aunque su cráneo y dentadura son más parecidos a los de una foca común.
El nombre de su género es una palabra inuktitut que significa "foca joven"; mientras que la denominación de la especie es en honor al naturalista inglés Charles Darwin. El holotipo, único espécimen conocido (NUFV 405), es un esqueleto casi completamente fosilizado, que se conserva en el Museo Canadiense de la Naturaleza, en Ottawa, Ontario.

## Descubrimiento

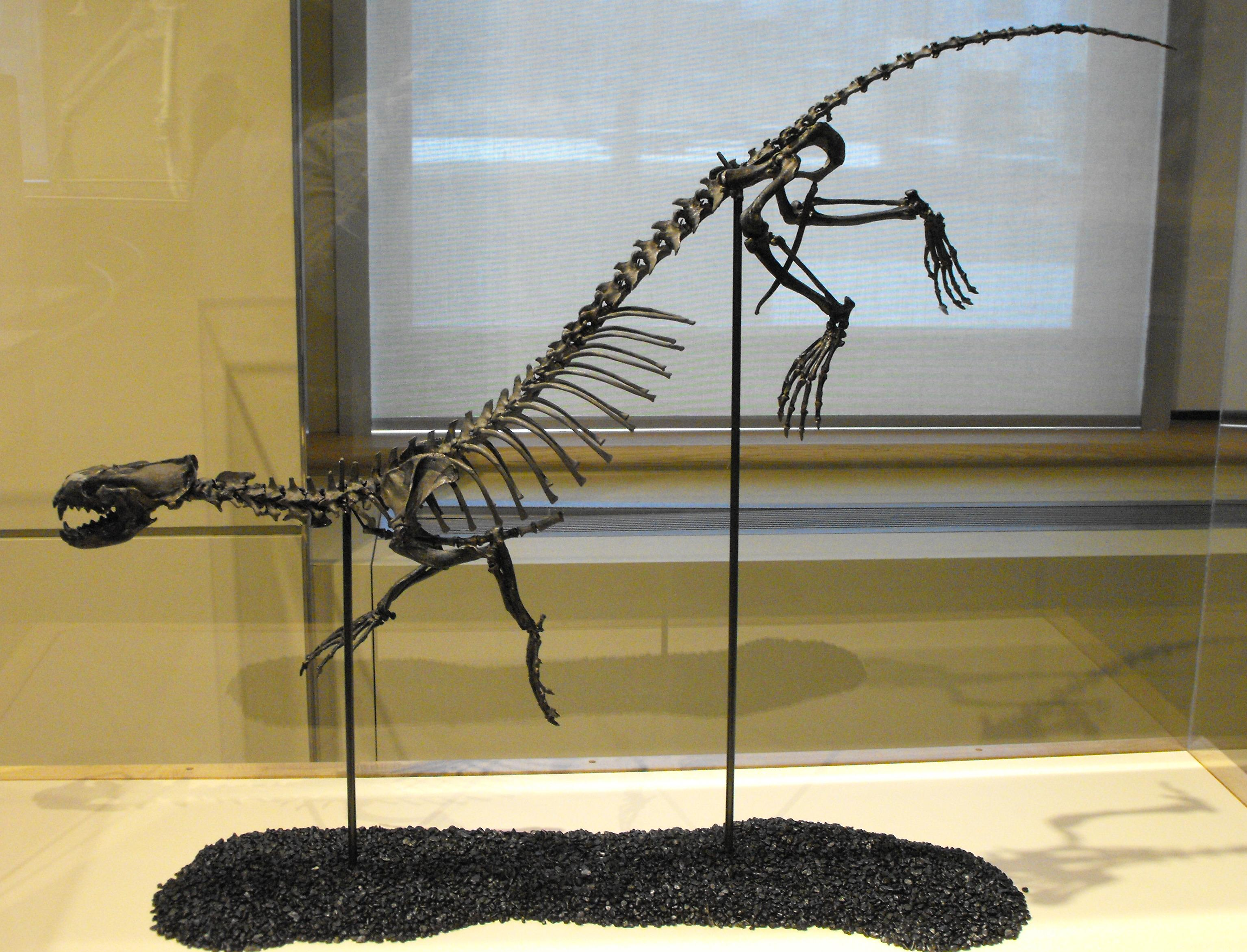
Esqueleto de Puijila darwini.

El esqueleto de este animal de 110 cm de longitud, fue encontrado en el cráter de un meteorito en la isla Devon, en el Ártico canadiense por el equipo encabezado por la paleontóloga Natalia Rybczynski. Los registros paleobotánicos de la zona del descubrimiento sugieren que el entorno del lago era el propio de una comunidad boscosa transicional entre una taiga y un bosque de coníferas, en un clima templado marítimo con inviernos moderados. Puijila darwini es el primer mamífero carnívoro hallado en los depósitos del lago Haughton, lo que indicaría que la familia entera de los pinnípedos puede ser originaria del Ártico.